# Batalha de Am Zoer
Batalha de Am Zoer foi um confronto entre as tropas governamentais do Chade e os rebeldes da Aliança Nacional, que ocorreu em 18 de junho de 2008, quando as tropas chadianas atacaram uma coluna dos rebeldes em direção à capital, N'Djamena.
A batalha ocorreu perto da cidade de Am Zoer, a 70 km de Abéché. As forças rebeldes atacaram as tropas chadianas perto da fronteira, dias antes do início da ofensiva. De acordo com o comunicado do exército, as tropas obtiveram um sucesso definitivo, no entanto, as forças rebeldes negaram os informes.

## Antecedentes: ofensiva rebelde
A ofensiva começou em 11 de junho de 2008. Durante a marcha perto da cidade de Abéché, ocorreram vários confrontos entre os rebeldes e o exército chadiano. Nsses confrontos, um helicóptero chadiano foi derrubado em 12 de junho. No dia seguinte, duas colunas foram avistadas perto de locais onde operam organizações humanitárias que trabalham em campos de refugiados.
Em 14 de junho, os combates eclodiram na cidade de Goz Beida. As forças de paz irlandesas da UE estacionadas na cidade responderam ao ataque rebelde. A própria cidade foi capturada pelos rebeldes por um curto período de tempo. De acordo com trabalhadores humanitários, pelo menos 24 pessoas ficaram feridas durante o ataque.
Em 15 de junho, os rebeldes tomaram a cidade de Am Dam, cerca de 600 km a leste da capital. No dia seguinte, capturaram a cidade oriental de Biltine.

## Batalha
De acordo com o comandante do exército chadiano, as forças armadas do Chade obtiveram uma vitória decisiva em Am Zoer, matando mais de 160 rebeldes e interrompendo a ofensiva insurgente por uma semana. Muitos combatentes escaparam ou foram capturados. Três soldados morreram no confronto. Ao mesmo tempo, as forças governamentais recuperaram cerca de 40 veículos militares usados pelos rebeldes.
Um porta-voz dos rebeldes informou que haviam perdido apenas 27 combatentes durante os combates por Am Zoer.